# Třída Taigei
Třída Taigei (jinak též 29SS) je třída diesel-elektrických ponorek Japonských námořních sil sebeobrany. Prototypová ponorka Taigei do služby vstoupí v roce 2022. Do konce roku 2021 bylo objednáno šest ponorek této třídy.

## Stavba

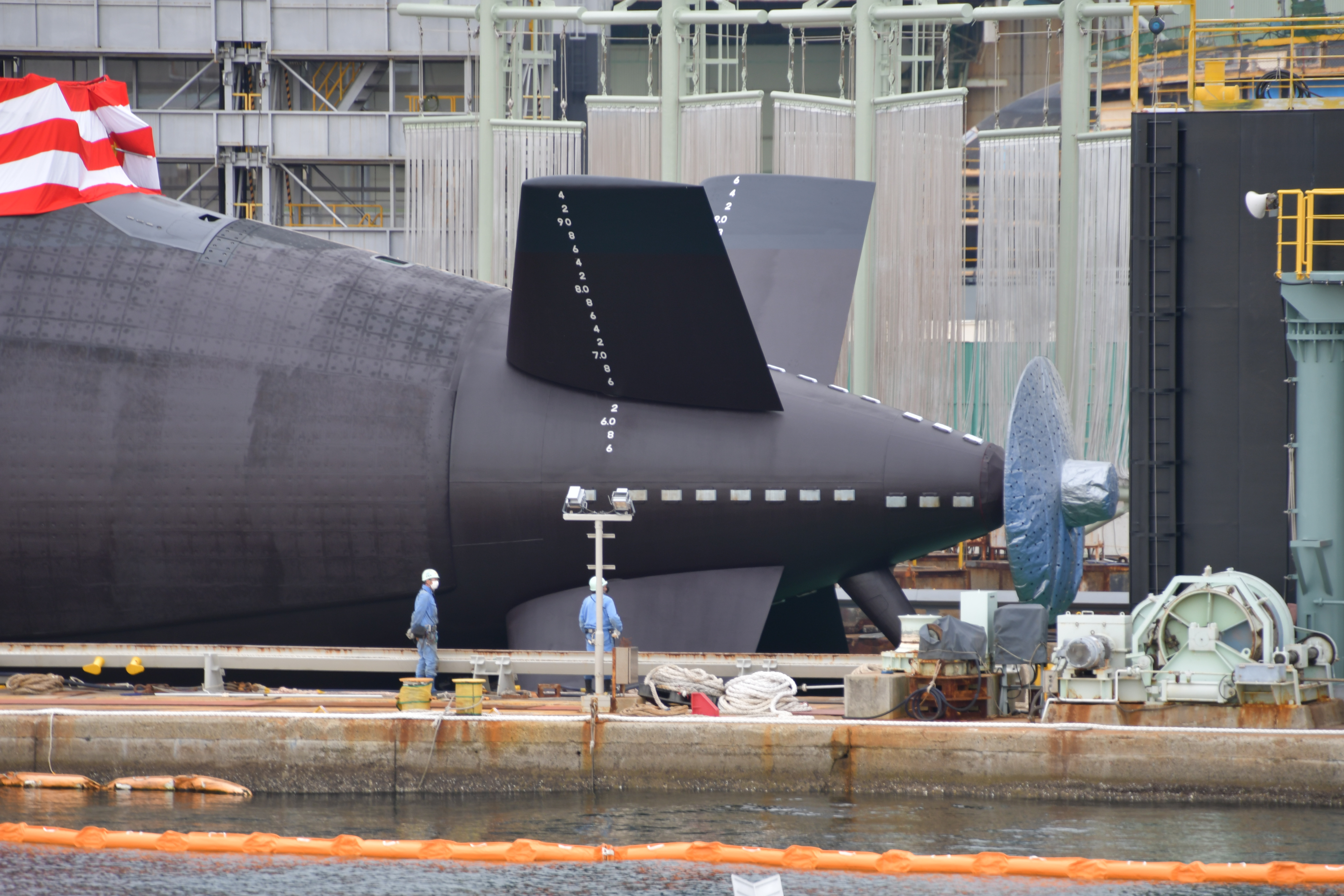
Kormidlo ve tvaru X třetí jednotka Džingei (SS-515) před spuštěním na vodu.

Stavba ponorek třídy Taigei je součástí plánu z roku 2010 na navýšení celkového počtu ponorek japonských námořních sil sebeobrany z 16 na 22 kusů. Je to reakce na rostoucí sílu a stále asertivněji prosazované teritoriální nároky Čínské lidové republiky. Po dokončení se prototypová ponorka stane právě 22. japonskou ponorkou v operační službě. Nová třída konstrukčně vychází z předcházející třídy Sórjú, kterou připomíná i svým vzhledem. Obsahuje však celou řadu vylepšení, mimo jiné zdokonalený sonarový komplex, modernizovaný bojový řídící systém, zlepšené vlastnosti stealth či instalaci protitorpédových klamných cílů. Zásadní je rovněž nahrazení Stirlingových motorů Li-Ion akumulátory, což je prvek zavedený od jedenácté jednotky třídy Sórjú. Výtlak Taigei narostl oproti předcházející třídě o 100 tun.
Prototypovou ponorku staví od roku 2018 japonská loděnice Mitsubishi Heavy Industries (MHI) v Kóbe. Na vodu byla spuštěna 14. října 2020. Po dokončení bude využita k otestování nových technologií, které budou využity u dalších sesterských ponorek. Druhá jednotka Hakugei byla objednána v lednu 2019. Na vodu byla spuštěna 14. října 2021 v loděnici Kawasaki Heavy Industries (KHI) v Kóbe. V říjnu 2024 byla na vodu spuštěna pátá jednotka této třídy.
Jednotky třídy Taigei:
| Jméno            | Loděnice | Založení kýlu   | Spuštěna       | Vstup do služby | Status                                              |
| ---------------- | -------- | --------------- | -------------- | --------------- | --------------------------------------------------- |
| Taigei (SS-513)  | MHI      | 16. března 2018 | 14. října 2020 | 9. března 2022  | od 8. března 2024 testovací loď (SSE-6201), aktivní |
| Hakugei (SS-514) | KHI      | 25. ledna 2019  | 14. října 2021 | 20. března 2023 | aktivní                                             |
| Džingei (SS-515) | MHI      | 24. dubna 2020  | 12. října 2022 | 8. března 2024  | aktivní                                             |
| Raigei (SS-516)  | KHI      | 26. března 2021 | 17. října 2023 | 6. března 2025  | aktivní                                             |
| Chógei (SS-517)  | MHI      | 19. dubna 2022  | 4. října 2024  | 2026 (plán)     | ve stavbě                                           |
| (SS-518)         | KHI      | 28. května 2023 | 2025 (plán)    | 2027 (plán)     | ve stavbě                                           |
| (SS-519)         | MHI      | 17. dubna 2024  | 2026 (plán)    | 2028 (plán)     | objednána                                           |
| (SS-520)         | KHI      |                 |                |                 | plánována                                           |

## Konstrukce

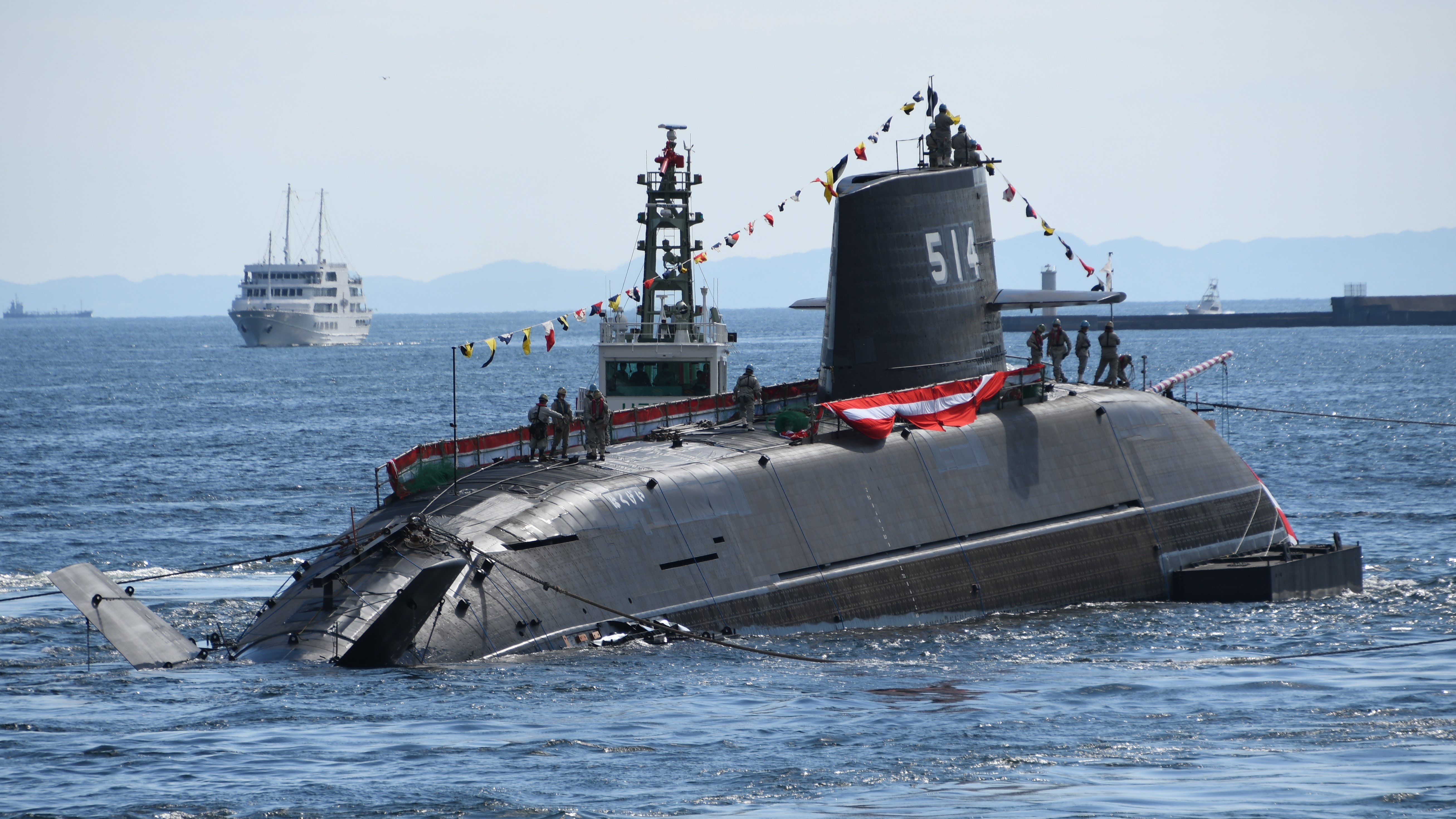
Hakugei (SS-514)

Posáku tvoří okolo sedmdesáti osob. Jako první japonské ponorky má třída Tajgej čistě ženské ubikace až pro šest osob. Jsou vybaveny novým bojovým řídícím systémem, radarem typu JRC ZPS-6H a sonarem typu Oki ZQQ-8. Vyzbrojeny jsou šesti 533mm torpédomety HU-606. Nesena jsou torpéda typu 18 a protilodní střely UGM-84L Harpoon Block II. Ministerstvo obrany dále plánuje vyzbrojení ponorek střelami s plochou dráhou letu. Pohonný systém je diesel-elektrické koncepce. První tři jednotky navazují na třídu Sórjú s dvojicí dieselů Kawasaki 12V 25/25SB sloužících pro plavbu po hladině. Od čtvrté jednotky Raigei jsou nahrazeny typem Kawasaki 12V 25/31, které jsou kompatibilbí s novým schnorchelem. Pod hladinou přitom ponorka využívá jeden elektromotor. Energii uchovávají Li-Ion akumulátory. Lodní šroub je jeden. Ponorky dosahují rychlosti 20 uzlů při plavbě pod hladinou.